# Toribio Alarco
Toribio Alarco Garavito (Huancavelica, 1798 - Huancavelica, siglo XIX) fue un político peruano. 
Fue miembro del Congreso Constituyente de 1822 por el departamento de Huancavelica. Dicho congreso constituyente fue el que elaboró la primera constitución política del país.
Fue diputado suplente de la República del Perú por la entonces provincia ayacuchacha de Huancavelica en 1829 durante el primer gobierno del Mariscal Agustín Gamarra. 